# واکنش آرنت–ایسترت
سنتز آرنت–ایسترت (به انگلیسی: Arndt–Eistert reaction) یک سری از واکنش‌های شیمیایی است که به منظورتبدیل یک کربوکسیلیک اسید به یک هومولوگ کربوکسیلیک اسید بالاتر (یعنی کربوکسیلیک اسیدی که شامل یک اتم کربن اضافی است) و این نوع واکنشها همولوگ سازی نامیده می‌شود. نام این واکنش برگرفته از نام فریتز آرنت (۱۸۸۵–۱۹۶۹) و برند ایسترت (۱۹۰۲–۱۹۷۸) می‌باشد. سنتز آرنت ایسترت یک روش محبوب برای تولید بتا- آمینو اسیدها از آلفا-آمینو اسیدهای مربوطه است. اسید کلرید در واکنش با دی آزومتان منجر به دی آزوکتون می‌گردد. در حضور یک هسته دوست (آب) و یک کاتالیزور فلزی (Ag۲O)، دی آزوکتون هومولوگ مورد نظر را تشکیل می‌دهد.